# Inca irrorata
Inca irrorata är en skalbaggsart som beskrevs av Louis Alexandre Auguste Chevrolat 1833. Inca irrorata ingår i släktet Inca och familjen Cetoniidae. Inga underarter finns listade i Catalogue of Life.